# Anolis baracoae
Anolis baracoae este o specie de șopârle din genul Anolis, familia Polychrotidae, descrisă de Schwartz 1964. Conform Catalogue of Life specia Anolis baracoae nu are subspecii cunoscute.